# Phyteuma obornyanum
Phyteuma obornyanum är en klockväxtart som beskrevs av August von Hayek. Phyteuma obornyanum ingår i släktet rapunkler, och familjen klockväxter. Inga underarter finns listade i Catalogue of Life.